# Petite Boulogne
La Petite Boulogne est une rivière de la Vendée. C'est un affluent de la Vie.

## Géographie
De 22,9 km de longueur, la Petite Boulogne prend sa source dans la commune de Saint-Martin-des-Noyers, dans le village de La Petite Goupillère. Elle coule ensuite vers le sud-ouest, traversant les communes de Saint-Étienne-du-Bois, Saint-Hilaire-de-Loges, Aizenay, La Barre-de-Monts et Beauvoir-sur-Mer, avant de se jeter dans la Vie à Beauvoir-sur-Mer.
La Petite Boulogne est une rivière classée en zone Natura 2000. Elle fait également partie du Parc naturel régional du Marais Poitevin.

## Tourisme
La vallée de la Petite Boulogne est un site touristique apprécié pour ses paysages pittoresques. On peut y pratiquer la randonnée, le vélo et le canoë-kayak.
La Petite Boulogne est une rivière appréciée des pêcheurs. Elle est également navigable sur une courte section, entre Aizenay et La Barre-de-Monts.